# Картер, Джеймс (музыкант)
Дже́ймс Ка́ртер (англ. James (Larry) Carter; род. 3 января 1969, Детройт) — американский джазовый музыкант, саксофонист, кларнетист и флейтист.
Картер начал играть на саксофоне в 11 лет. Занимает видное место как исполнитель на джазовой сцене с середины 1990-х, играя на всех видах саксофонов, флейте и бас-кларнете. По мнению критиков журнала DownBeat, является одним из лучших баритон-саксофонистов. 
Впервые участвовал в записи в 1986 в студенческом ансамбле Детройта.
В 1991 записывался с легендарным трубачом Лестером Боуи. Следующий записанный альбом Jurassic Classics (1994) попал в топ джазовых записей. Это был свершение, которое сподвигло его записать ещё нескольких альбомов: The Real Quiet Storm (1995), Conversin’ With The Elders (1996), In Carterian Fashion (1998) и Chasin’ The Gypsy (2000).
В 2004 году Картер получил одну из самых престижных наград — The Dr. Alaine Locke Award, присуждаемую за развитие и продвижение афроамериканской культуры.

Он привык обращаться с саксофоном как с неким живым существом, предметом культа. Сейчас он коллекционирует саксофоны, посвящая этому увлечению часть свободного времени, ремонтирует, чистит их, играет на саксофонах, разговаривает с ними и даёт им имена. Его коллекция довольно обширна.— Stern, Chip "Jazz Instruments: James Carter blows through saxophone history", Jazz Times (June 2000)

## Биография
Картер родился в Детройте, штат Мичиган, и учился играть под руководством Дональда Вашингтона, будучи став членом его молодежного джазового ансамбля Bird-Trane-Sco-NOW! Будучи подростком, Картер поступил в Детройтский институт искусств, позже став самым молодым преподавателем в институте. Свои гастроли он начал с Европы (Скандинавии) в составе международного джаз-оркестра в 1985 году в возрасте 16 лет.
31 мая 1988 года, заканчивая Детройтский Институт искусств (DIA), Картер в самый последний момент получил приглашение от приезжего артиста Лестера Боуи, с помощью которого Джеймс попал в ансамбль и начал играть со своим новым квинтетом (предтечей его был Нью-йоркский органный ансамбль) в Нью-Йорке, что в итоге в ноябре того же года, был преобразован в ныне несуществующий джаз-клуб Carlos 1. Это сыграло решающую роль в карьере Картера, это помогло ему наладить контакт с музыкальным миром — поэтому он решает переехать в Нью-Йорк два года спустя. Сейчас он занимает очень видное место как исполнитель и записывающийся артист на джазовой сцене с конца 1980-х, играя на саксофоне, а также на флейте и на кларнете.
Свой альбом Chasin' the Gypsy (2000) он записал вместе со своей кузиной Региной Картер, являющейся джазовым скрипачом.
Картер выигрывал приз журнала Down Beat среди критиков и приз читательских симпатий среди баритон-саксофонных исполнителей несколько лет подряд. Он выступал, гастролировал и играл в альбомах с Лестером Боуи, Юлиусом Хемпхилл, Фрэнка Лоу и the Saxemble, Кэтлин Баттл, мировым квартетом саксофонистов, Сайрусом Честнат, Уинтоном Марсалис, Ди Ди Бриджуотер, биг-бэндом Мингуса.
Картер является авторитетом среди играющих на старинных горнах. Также он владеет их обширной коллекцией, включая тот, на котором раньше играл Дон Бяс. 

## Дискография
- 1991: Tough Young Tenors: Alone Together
- 1994: J.C. on the Set
- 1995: Jurassic Classics
- 1995: The Real Quietstorm
- 1996: Conversin' with the Elders
- 1998: In Carterian Fashion
- 2000: Layin' in the Cut
- 2000: Chasin' the Gypsy
- 2003: Gardenias for Lady Day
- 2004: Live at Baker's Keyboard Lounge with David Murray, Franz Jackson and Johnny Griffin[5]
- 2005: Out of Nowhere
- 2005: Gold Sounds (Tribute to Pavement)
- 2008: Present Tense
- 2009: Heaven on Earth
- 2011: Caribbean Rhapsody